# قطعنامه ۱۰۱۶ شورای امنیت
قطعنامه ۱۰۱۶ شورای امنیت سازمان ملل متحد که در تاریخ ۲۱ سپتامبر ۱۹۹۵ تصویب شد، سندی بین‌المللی دربارهٔ بوسنی و هرزگوین است. این قطعنامه طی نشست ۳۵۸۱ام با ۱۵ رای موافق، ۰ مخالف و ۰ ممتنع تصویب شد.